# Каргали (Саркандський район)
Каргали́ (каз. Қарғалы) — село у складі Саркандського району Жетисуської області Казахстану. Входить до складу Черкаського сільського округу.
Населення — 1074 особи (2021; 1278 у 2009, 1538 у 1999, 1910 у 1989).